# Ada (Sodolovce)
Ada falu Horvátországban, Eszék-Baranya megyében. Közigazgatásilag Sodolovcéhez tartozik.

## Fekvése
Eszéktől légvonalban 17, közúton 19 km-re délre, Diakovártól légvonalban 24, közúton 26 km-re északkeletre, községközpontjától 6 km-re keletre, Szlavónia keleti részén, a Szlavóniai-síkságon, a Vuka völgyében, Szentlászló és Podrinje között fekszik. 

## Története
A falu 18. században mezőgazdasági majorként keletkezett. Az első katonai felmérés térképén „Adda” néven már megtalálható Szentlászlóval átellenben, a Vuka jobb partján. A 19. század második felében a környező földek megművelésére újabb magyar és német családokat telepítettek be. 1857-ban 19, 1910-ben 103 lakosa volt. Szerém vármegye Vukovári járásának része volt. Az 1910-es népszámlálás adatai szerint lakosságának 55%-a magyar, 21%-a horvát, 12%-a szerb, 9%-a német anyanyelvű volt. Az első világháború után 1918-ban az új szerb-horvát-szlovén állam, majd később (1929-ben) Jugoszlávia része lett. 1922-ben Dalmácia, a Bánság, Lika, a Kordun és Montenegró területéről főként szerb családokat telepítettek be. A második világháború idején a partizánok a német és magyar lakosságot elűzték. Helyükre a háború után főként szerbek települtek. 1991-től a független Horvátországhoz tartozik. 1991-ben lakosságának 96%-a szerb, 3%-a jugoszláv nemzetiségű volt. 2011-ben a falunak 200 lakosa volt.

## Lakossága
| Lakosság változása | Lakosság változása | Lakosság változása | Lakosság változása | Lakosság változása | Lakosság változása | Lakosság változása | Lakosság változása | Lakosság változása | Lakosság változása | Lakosság változása | Lakosság változása | Lakosság változása | Lakosság változása | Lakosság változása | Lakosság változása |
| ------------------ | ------------------ | ------------------ | ------------------ | ------------------ | ------------------ | ------------------ | ------------------ | ------------------ | ------------------ | ------------------ | ------------------ | ------------------ | ------------------ | ------------------ | ------------------ |
| 1857               | 1869               | 1880               | 1890               | 1900               | 1910               | 1921               | 1931               | 1948               | 1953               | 1961               | 1971               | 1981               | 1991               | 2001               | 2011               |
| 19                 | 63                 | 54                 | 83                 | 29                 | 103                | 82                 | 392                | 508                | 512                | 475                | 418                | 353                | 319                | 239                | 200                |

(1931-ig településrészként, 1948-tól önálló településként.)

## Gazdaság
A helyi gazdaság alapja a mezőgazdaság és az állattartás. 

## Sport
Az NK Mladost Ada labdarúgóklubot 1932-ben alapították, az 1990-es évekig működött.